# Сжиженный природный газ

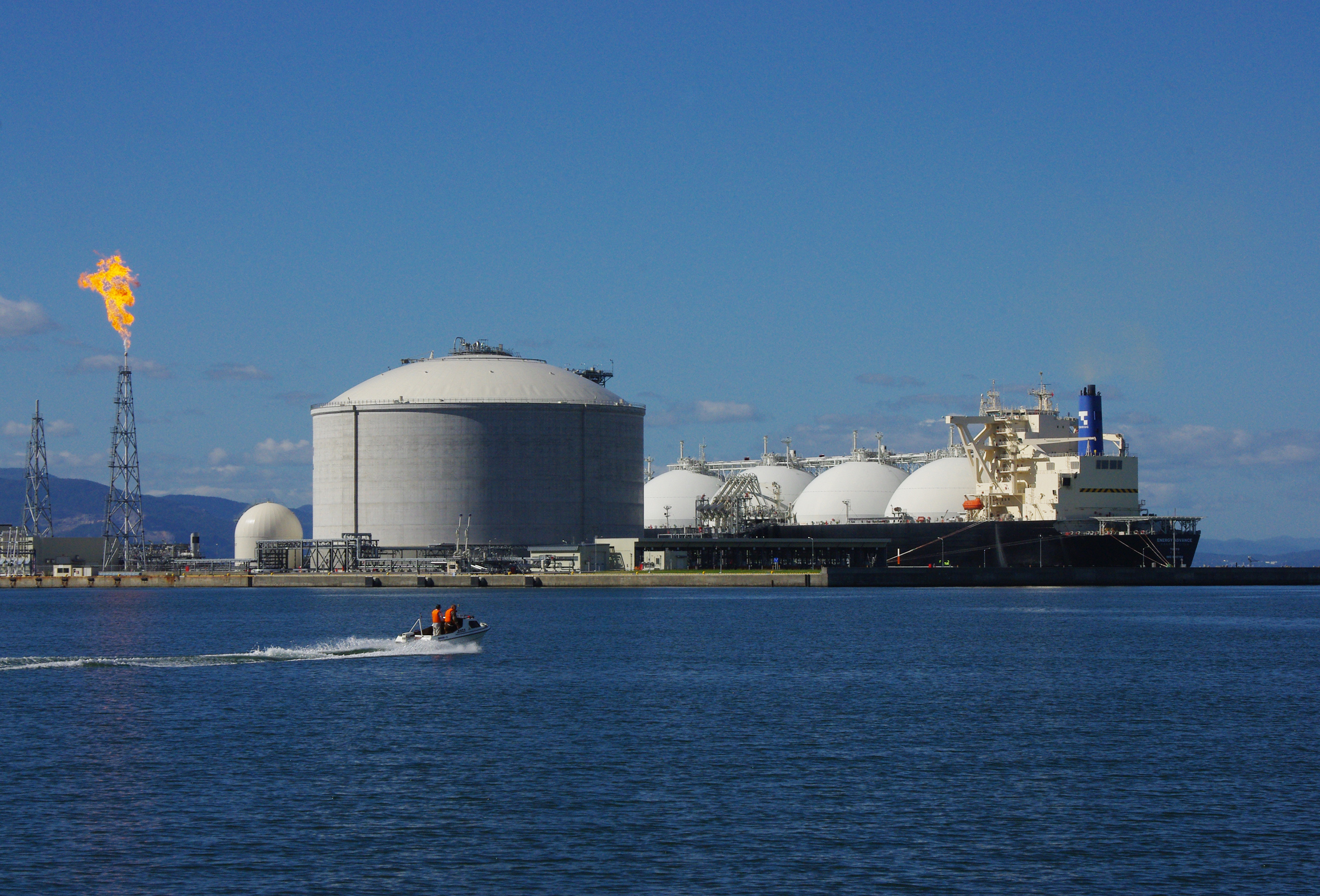
Регазификационный терминал СПГ в Исикари, Япония

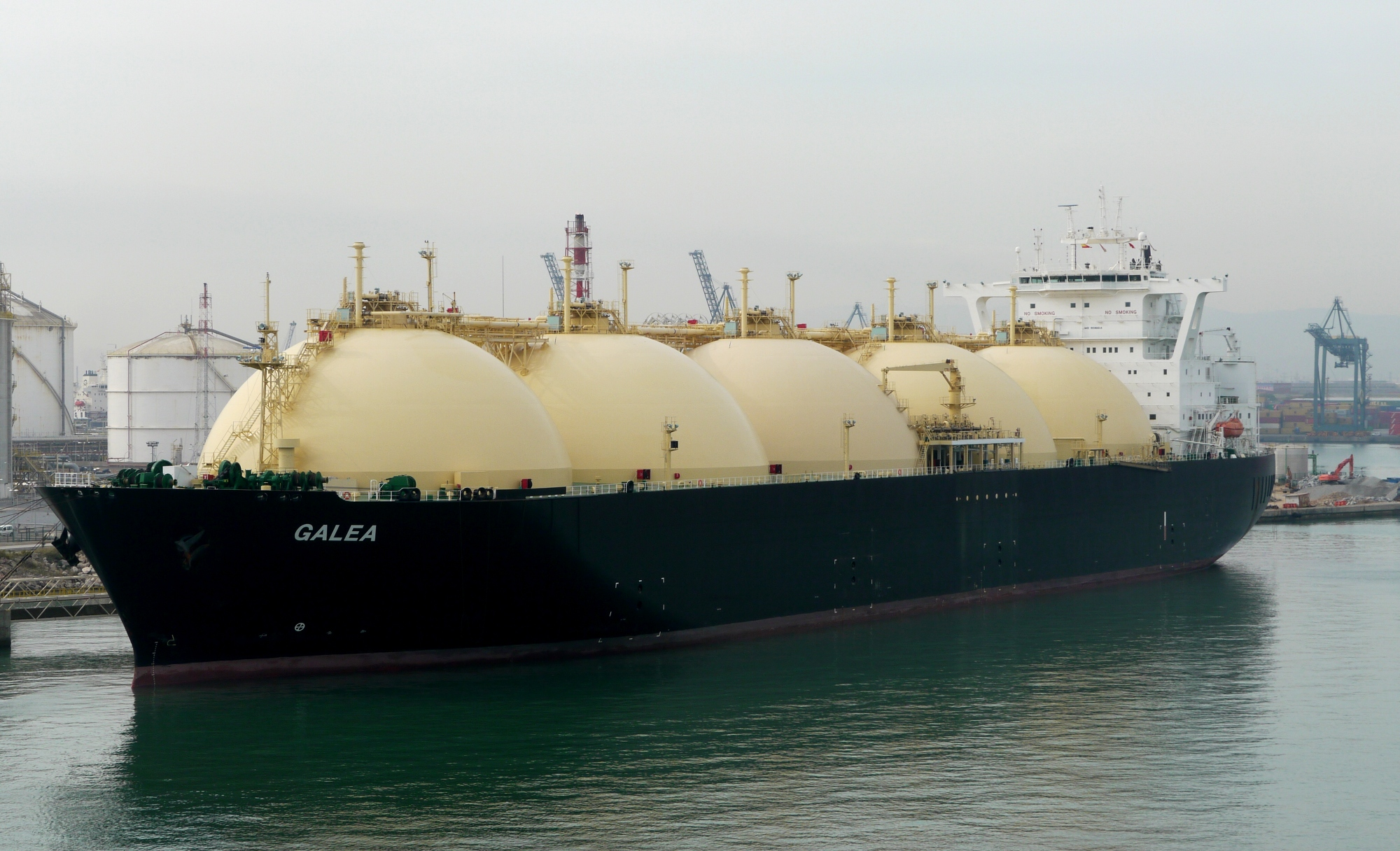
Газовоз в порту Барселоны, Испания

Сжи́женный приро́дный газ (СПГ или LNG от англ. liquefied natural gas) — природный газ (преимущественно метан, CH4), искусственно сжиженный путём адиабатического совершения работы в турбодетандере, при этом метан охлаждается до -163 °C для удобства хранения или транспортировки. Для хозяйственного применения преобразуется в газообразное состояние на специальных регазификационных терминалах.
СПГ рассматривается как приоритетная или важная технология импорта природного газа целым рядом стран, включая Францию, Бельгию, Испанию, Южную Корею и США. Самый крупный потребитель СПГ — это Япония, где практически 100 % потребностей газа покрывается импортом СПГ.

## Физические и химические характеристики
СПГ представляет собой жидкость без запаха и цвета, плотностью 0,41—0,5 кг/л в зависимости от температуры, давления, и содержания высших алканов (плотность чистого метана при температуре кипения — 0,41 кг/л, при повышении давления и понижении температуры плотность растет, примеси высших алканов также повышают плотность). Не токсичен. Температура кипения −158…−163 °C. Современный СПГ состоит на 85—95 % из метана, а в остальные 5 % входят этан, пропан, бутан, азот. Нижняя граница теплоты сгорания — 50 116 кДж/кг, или 20 МДж/л. В процессе обработки природный газ очищают от воды, диоксида серы, диоксида углерода и т. п.. При горении паров выделяются диоксид углерода (углекислый газ, CO2) и водяной пар.

## Потребительские свойства
Чистый СПГ не горит, сам по себе не воспламеняется и не взрывается. На открытом пространстве при нормальной температуре СПГ возвращается в газообразное состояние и быстро смешивается с воздухом. При испарении природный газ может воспламениться, если произойдет контакт с источником пламени. При концентрации в воздухе около 5% и более 16% природный газ горит, концентрации от 5 до 16 % его смесь с воздухом взрывается. Если концентрация менее 4,4 %, то газа будет недостаточно для начала возгорания, а если более 17 %, то для возгорания в смеси будет слишком мало кислорода. Для использования СПГ подвергается регазификации — испарению без присутствия воздуха.

## Применение

### Моторное топливо
Начиная с 1990-х годов появляются различные проекты использования СПГ в качестве моторного топлива на водном, железнодорожном и даже автомобильном транспорте, чаще всего с использованием переоборудованных газодизельных двигателей — до этого основной формой метанового топлива для транспорта всегда был компримированный (сжатый) природный газ (КПГ).
На судах СПГ как основной вид топлива используется как на грузовых, так и на пассажирских перевозках:
- первым грузовым судном стал контейнеровоз Isla Bella (спуск на воду 18 апреля 2015 года);
- первым пассажирским круизным лайнером на СПГ стал AIDAnova (спущен на воду 21 августа 2018 года)[8].

В России в единственном экземпляре выпущен тепловоз ТЭМ19, работающий на СПГ. В США и Европе появляются проекты по переводу грузового автомобильного транспорта на СПГ.
Разрабатываются ракетные двигатели, использующие в качестве топлива «СПГ + жидкий кислород» (данный вид двигателей имеет ряд преимуществ).

## Способ получения
СПГ получают из природного газа путём сжатия с последующим охлаждением. При сжижении природный газ уменьшается в объёме примерно в 600 раз. Процесс проходит в несколько ступеней — каждый раз газ сжимается в 5—12 раз и охлаждается, затем направляется на следующую ступень. Сжижается газ при охлаждении вслед за окончательной стадией сжатия. Процесс получения СПГ достаточно энергоёмок, расход энергии достигает 25 % от её количества, содержащегося в сжиженном газе.
В процессе сжижения используются различные виды установок — дроссельные, турбодетандерные, турбинно-вихревые и пр.

### Устройство завода по производству СПГ
Как правило, завод по сжижению природного газа состоит из:
- установки предварительной очистки и сжижения газа;
- технологических линий производства СПГ;
- резервуаров для хранения;
- оборудования для загрузки на танкеры;
- дополнительных служб для обеспечения завода электроэнергией и водой для охлаждения[15].

Технология сжижения
Процессы сжижения больших заводов СПГ:
- AP-C3MR — разработан Air Products & Chemicals, Inc. (APCI)
- AP-X — разработан Air Products & Chemicals, Inc. (APCI)
- AP-SMR (Single Mixed Refrigerant) — разработан Air Products & Chemicals, Inc. (APCI)
- Cascade — разработан ConocoPhillips
- MFC (mixed fluid cascade) — разработан Linde
- PRICO (SMR) — разработан Black & Veatch
- DMR (Dual Mixed Refrigerant)
- Liquefin — разработан Air Liquide

## Способы хранения и транспортировки

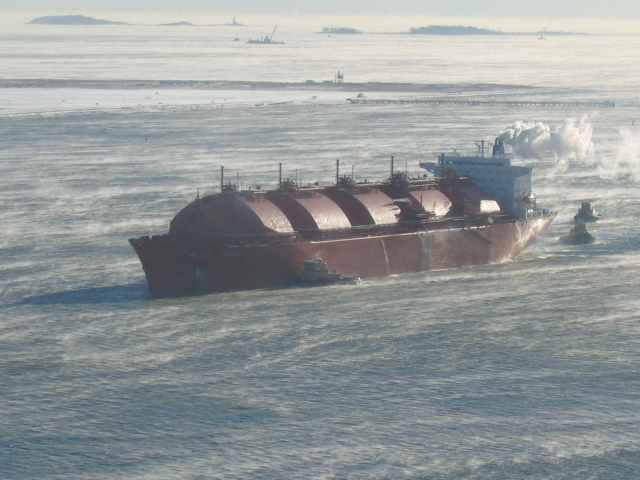
Танкер с СПГ прибывает в порт Бостона

Доставка СПГ — процесс, включающий в себя несколько стадий. Сначала происходит трансформация природного газа в СПГ на заводах по сжижению газа, которые обычно располагаются рядом с районами добычи природного газа. СПГ хранится в специальных криоцистернах, устроенных по принципу сосуда Дьюара. Транспортируется СПГ на специализированных морских судах — газовозах, оборудованных криоцистернами, а также на спецавтомобилях.
По прибытии газовозов сжиженный газ перекачивается в хранилище сжиженного природного газа на суше, либо в плавучие установки для хранения и ре-газификации СПГ.
При прибытии газовоза производится швартовка с хранилищем или плавучей установкой. После разгрузки — безопасное отсоединение.
При потреблении сжиженный газ подвергается регазификации и подаётся в газораспределительную систему. Регазифицированный СПГ транспортируется конечным потребителям по трубопроводам.
Считается, что транспортировка газа в виде СПГ становится более экономичной по сравнению с трубопроводом на расстояниях более нескольких тысяч километров.
На январь 2022 года в мире насчитывается около 40 плавучих установок для хранения и регазификации газа.

## История
- 1912 год — построен первый экспериментальный завод, не использовался для коммерческих целей. В 1917 году в США был получен первый СПГ. Развитие трубопроводных систем доставки надолго отложило совершенствование этой технологии.
- 1941 год — в Кливленде (штат Огайо, США) впервые налажено масштабное производство сжиженного природного газа.
- 1944 год — первая и самая серьёзная по сей день катастрофа, унёсшая 128 жизней. Основной причиной катастрофы послужил неправильный выбор металла для танков.
- 1959 год — осуществлена первая поставка сжиженного природного газа из США в Великобританию на модифицированном танкере времен Второй мировой войны. В этом же году газ был поставлен из США в Японию[20].
- 1964 год — построен завод в г. Арзев (Алжир); начались регулярные перевозки танкерами; начал работать первый терминал по регазификации во Франции[20].
- 1969 год — начало долгосрочных поставок из США (с завода в городе Кенай на Аляске) в Японию — соглашения действуют более 40 лет.
- 1971 год — начались поставки из Ливии, завод в Марса-эль-Брега (сейчас Эль-Бурайка), в Испанию и Италию[20].
- 1972 год — производство СПГ началось в Брунее — завод в Лумуте[20].
- 1977 год — на рынок сжиженного природного газа вышла Индонезия[20].
- 1983 год — начато производство в Малайзии — объём поставок в Японию составил 8 млн тонн[20].
- 1989 год — началось производство в Австралии — объём 6 млн тонн в год.
- 1990-е — Индонезия становится одним из основных производителей и экспортеров СПГ в Азиатско-Тихоокеанском регионе — 22 млн тонн в год.
- 1997 год — Катар становится одним из экспортеров СПГ[21].
- 2009 год — запущен первый в России завод СПГ, порт Пригородное (Корсаков, Сахалинская область, проект «Сахалин-2»), объём резервуаров 200 тыс. м³.
- 2021 год — Объём реализации СПГ в мире составил 380 млн тонн. Из них 80 млн тонн реализовано на рынке Европы[22][23].

## Рынок СПГ
Самыми крупными потребителями СПГ в мире были Япония и Южная Корея, что связано с их крайне низкой самообеспеченностью природным газом и с тем, что островное и полуостровное положение этих стран вызывают их зависимость от поставок этого энергоносителя морским транспортом. В 2021 году самым крупным импортером СПГ стал Китай, обогнав Японию. Среди стран-экспортеров СПГ лидируют Австралия (поставки в страны Азиатско-Тихоокеанского региона) и Катар (поставки в Европу и страны Ближнего Востока). Быстро растет производство и экспорт СПГ в США. За 2000—2021 годы объем торговли СПГ вырос в 3,7 раза. К 2021 году доля СПГ в структуре мирового экспорта газа составила 42%, а доля трубопроводного транспорта сократилась до 58%. 
В 2022 году многие страны Западной Европы, из-за войны России с Украиной, стремились отказаться от трубопроводного газа из России, переходя на СПГ, в основном из США.

### Страны-производители
В 2018 году странами — лидерами по поставкам (чистый экспорт) сжиженного газа были (в млрд м³):
- Катар — 104,8;
- Австралия — 91,8;
- Малайзия — 33,0;
- США — 28,4; (Venture Global LNG)
- Нигерия — 27,8;
- Россия — 24,9;
- Индонезия — 20,8;
- Тринидад и Тобаго — 16,8;
- Алжир — 13,5;
- Оман — 13,6;
- Папуа-Новая Гвинея — 9,5.

#### Производство СПГ в России
По состоянию на 2019 год доля России на мировом рынке СПГ составляла 6 % от общего объема. В 2018 году российский экспорт СПГ увеличился на 70 %, достигнув почти 26 млрд м³.
В СССР промышленное сжижение природного газа практически отсутствовало. Единственный в СССР завод СПГ построен в 1950-х в Московской области и предназначался для покрытия пиков потребления газа из газопровода Саратов — Москва.
В России с конца 1990-х годов определенное распространение получили малотоннажные производства СПГ для заправки автотранспорта и снабжения населения. 

Первый крупнотоннажный завод СПГ в России был построен в 2009 году, в рамках проекта Сахалин-2, в посёлке Пригородное на юге Сахалина. Ямал СПГ: компанией «Новатэк» (владелец контрольного пакета акций), совместно с французской «Total» и китайской «CNPC», реализован проект завода по сжижению природного газа на полуострове Ямал.
Перспективы развития
Согласно планам развития производства СПГ (февраль 2021) предполагалось, что в России до 2035 года появятся заводы общей мощностью до 95 млн тонн в год. «Роснефть» намерена реализовать три проекта общей стоимостью не менее 100 млрд долл.: «Дальневосточный» (строительство двух очередей, совместно с Exxon; 15 млн тонн), «Таймыр СПГ» (35-50 млн тонн), «Кара СПГ» (30 млн тонн), если компания сможет построить три этих завода, то Россия станет одним из мировых лидеров производства СПГ (как предполагалось в начале 2021 года, реализация всех трех СПГ-проектов позволит стать России одним из крупнейших производителей СПГ в мире наравне с «большой тройкой» — Катар, Австралия и США).
Похожие проекты разрабатываются другими компаниями, например, в «Новатэке» («Обский СПГ», запуск которого намечен на 2025 год).
Развитая структура ГТС исполнит роль транспорта для сети СПГ-заводов, которые удобно разместить в местах с готовой инфраструктурой и рабочей силой и высоким спросом на готовую продукцию.
Ведется строительство СПГ-завода «Сахалин-1» мощностью 6,2 млн. т. в Де-Кастри в Хабаровском крае (первая очередь «Дальневосточного СПГ»). Его продукция будет востребована в Японии благодаря географической близости двух стран.

### Страны-потребители
На 2014 год 29 стран импортировали СПГ.
Основными импортёрами СПГ в 2018 году были (в млрд м³/год):
- Япония — 113,0;
- Китай — 73,5;
- Республика Корея — 60,2;
- Индия — 30,6;
- Тайвань — 22,8;
- Испания — 15,0;
- Франция — 13,1;
- Турция — 11,5.

За последние десять лет мировой спрос на СПГ увеличился вдвое, составив в 2016 году 258 млн тонн.
- Международная группа импортеров сжиженного природного газа (The International Group of Liquefied Natural Gas Importers,  GIIGNL[англ.])[37]
- Каталог регазификационных терминалов сжиженного природного газа

#### Импорт СПГ в Западную Европу
На территории Европы расположено около тридцати крупных регазификационных терминалов, суммарная мощность которых по состоянию на конец 2016 г. превышала 218 млрд м³ в эквиваленте природного газа. Однако в число крупнейших потребителей СПГ европейские страны не входят. Общий импорт СПГ в Европу в 2016 г. составил всего лишь 51 млрд м³ в эквиваленте (15,3 % мирового рынка этого продукта). При этом крупные поставки осуществлялись в Испанию (13,2 млрд м³), Великобританию (10,5 млрд м³), Францию (9,7 млрд м³).
Одна из причин низкой активности европейских стран на рынке СПГ — его высокая стоимость, другая причина — давно отлаженные трубопроводные поставки газа из России. В результате существующие регазификационные мощности не востребованы, терминалы работают с довольно низкой загрузкой. В 2016 г. загрузка мощностей терминалов колебалась от 19 % в Нидерландах и 20 % в Великобритании до 31 % в Бельгии и 37 % в Италии.
Польша стремится к тому, чтобы стать одним из газовых хабов Европы, используя импорт СПГ, в основном из США и Катара. Сама Польша на 50 % обеспечивает собственные энергетические нужды за счёт поставок трубопроводного газа из России (страна являлась, до 2022 г., одним из старейших покупателей российского газа, поставки которого идут без перерыва с 1944 года), так что вопрос импорта ей газа вопрос дискутируемый..
В октябре 2019 года глава немецкой энергетической компании «Uniper» Андреас Ширенбек заявил, что на континенте дефицит газа, возможно, достигнет 300 млрд кубометров в год. Как он считает, на европейском рынке будет увеличиваться доля поставок СПГ, и Европа в основном будет получать его из России. По его словам, альтернативы российскому СПГ нет: норвежские месторождения в Северном море иссякают, в Алжире растёт внутренний спрос на газ и он снизил экспорт на 20 процентов.

### Главные экспортёры и импортёры
| Экспортёр         | Объём, млн. т | Примечание                                                                                                | Импортёр       | Объём, млн. т | Примечание                                                                |
| ----------------- | ------------- | --- | -------------- | ------------- | ------------------------------------------------------------------------- |
| Катар             | 77,80         | 52,36 → Азия 23,52 → Европа 1,92 → Африка и Бл. Восток                                                    | Япония         | 76,87         | 29,84 ← Австралия 9,35 ← Малайзия 8,34 ← Катар 6,34 ← Россия … 3,64 ← США |
| Австралия         | 75,39         | 75,33 → Азия 0,06 → Африка и Бл. Восток                                                                   | Китай          | 61,68         | 28,16 ← Австралия 7,48 ← Малайзия 8,49 ← Катар 2,85 ← Россия … 0,27 ← США |
| США               | 33,75         | 12,54 → Азия 12,72 → Европа 7,13 → Америка 1,37 → Африка и Бл. Восток                                     | Юж. Корея      | 40,14         | 11,12 ← Катар 7,59 ← Австралия 5,05 ← США … 2,31 ← Россия                 |
| Россия            | 29,32         | 13,58 → Азия 15,07 → Европа …6,6 → Великобритания …4,7 → Италия 0,06 → Америка 0,61 → Африка и Бл. Восток | Индия          | 23,98         | 9,74 ← Катар                                                              |
| Малайзия          | 26,21         | 26,21 → Азия                                                                                              | Тайвань        | 16,66         | 4,67 ← Катар 4,39 ← Австралия                                             |
| Нигерия           | 20,84         | | Испания        | 15,72         |                                                                           |
| Индонезия         | 15,47         | | Франция        | 15,57         |                                                                           |
| Тринидад и Тобаго | 12,50         | | Великобритания | 13,55         |                                                                           |
| Алжир             | 12,23         | | Италия         | 9,77          |                                                                           |
| Оман              | 10,26         | | Турция         | 9,37          |                                                                           |
| Весь мир          | 354,7         | |                |               |                                                                           |